# قضاء الكرخ
قضاء الكرخ وهو أحد الأقضية التي تقع في مركز محافظة بغداد على جانب الكرخ، غربَ نهر دجلة ويمتد هذا القضاء شمالا من جسر الصرافية إلى جزيرة الأعراس جنوبا وتتبع له ناحيتي المنصور والمأمون.

## نبذة تعريفية
كان يطلق على قضاء الكرخ في بداية استحداثه اسم قضاء الزعيم، حيث ورد في دليل الجمهورية العراقية لسنة 1960 باحداث قضاء الزعيم (نسبة للزعيم عبد الكريم قاسم) في لواء بغداد ويكون مركزه في الجانب الغربي من مدينة بغداد وترتبط به ناحيتي الزعيم (ويكون مركزها الوشاش)، وناحية المأمون (الدورة سابقاً) وفيه (26) قرية، وصدر في ذلك التشريع المرقم (732) لسنة 1961. واستمر قضاء الزعيم بالعمل تحت هذا المسمى حتى عام 1963 حيث أصدر وزير الداخلية علي صالح السعدي قراراً إستند فيه إلى الصلاحيات التي خولته فيها المادة الخامسة من قانون الألوية رقم (16) لسنة 1945 تم بموجبه إبدال اسم قضاء الزعيم إلى قضاء الكرخ، وإبدال اسم ناحية الزعيم إلى اسم ناحية المنصور.

## الأحياء
تتبع لهذا القضاء الاحياء التالية
- كرادة مريم
- حي الشيخ معروف
- حي الكندي الحارثية

## قصة مثل
كان البغداديون قديماً يضربون المثل بالكرخ في البعد من قبضة السلطة، يقولون إذا أرادوا التهديد "أسوّيها واعبُر لْذاك الصوب"، أي أفعل الجريمة ثم أعبر من الرصافة إلى الصُّوب (الجانب) الآخر المُسمّى الكرخ حيث لا سلطة للحكومة هناك، بل تسكن عشائر عربية إذا أوى إليها الدخيل المستنجد فإنهم يؤونه ويحمونه، وقد شاع هذا المثل في حكم المماليك حين لم تكن لهم سلطة على أهل الكرخ العشائريين.

## أُنظر أيضاً
- ناحية المأمون
- ناحية المنصور